# Cheshire Cat
Cheshire Cat je debitantski studijski album američkog punk sastava Blink-182, objavljen 17. veljače 1995. godine.
Neke od pjesama se nalaze i na njihovom albumu Buddha, a singlovi "M+M's" i "Wasting Time" uvršteni su na kompilaciju Greatest Hits. 

## Popis pjesama
Sve su pjesme napisali i skladali Mark Hoppus i Tom DeLonge.
| 1.    | »Carousel«              | DeLonge         | 3:14 |
| 2.    | »M+M's«                 | Hoppus          | 2:39 |
| 3.    | »Fentoozler«            | Hoppus          | 2:04 |
| 4.    | »Touchdown Boy«         | DeLonge         | 3:10 |
| 5.    | »Strings«               | Hoppus          | 2:25 |
| 6.    | »Peggy Sue«             | DeLonge         | 2:38 |
| 7.    | »Sometimes«             | Hoppus          | 1:08 |
| 8.    | »Does My Breath Smell?« | DeLonge         | 2:38 |
| 9.    | »Cacophony«             | Hoppus          | 3:05 |
| 10.   | »TV«                    | Hoppus          | 1:41 |
| 11.   | »Toast and Bananas«     | DeLonge         | 2:42 |
| 12.   | »Wasting Time«          | Hoppus          | 2:49 |
| 13.   | »Romeo and Rebecca«     | DeLonge         | 2:34 |
| 14.   | »Ben Wah Balls«         | DeLonge         | 3:55 |
| 15.   | »Just About Done«       | DeLonge, Hoppus | 2:16 |
| 16.   | »Depends«               | DeLonge, Hoppus | 2:48 |
| 41:55 |                         |                 |      |

## Osoblje
Blink-182
- Mark Hoppus — vokali,  bas-gitara
- Tom DeLonge — vokali, gitara
- Scott Raynor — bubnjevi